# Ballainvilliers
 Ballainvilliers  es una población y comuna francesa, en la región de Isla de Francia, departamento de Essonne, en el distrito de Palaiseau y cantón de Villebon-sur-Yvette.

## Demografía
| 688 | 709 | 890 | 935 | 1589 | 2218 | 2531 | 2749 |
| Para los censos de 1962 a 1999 la población legal corresponde a la población sin duplicidades (Fuente: INSEE [Consultar]) |     |     |     |      |      |      |      |

Forma parte de la aglomeración urbana de París.